# Макговерн, Майкл
Майкл Макговерн (англ. Michael McGovern; род. 12 июля 1984, Эннискиллен) — североирландский футболист, вратарь английского клуба «Норвич Сити». Игрок сборной Северной Ирландии.

## Клубная карьера

### «Селтик»
Макговерн начал играть футбол в родном городе Эннискиллен, где играл в юниорском клубе «Эннискиллен Таун Юнайтед». В июле 2001 года перешёл в шотландский клуб «Селтик». Впервые был заявлен в составе команды в матче Лиги чемпионов против «Барселоны» на Камп Ноу. Позднее, в этом же сезоне Макговерн перешёл на правах аренды в клуб «Странраер», за который он сыграл 19 матчей. В следующем сезоне отдан в месячную аренду в клуб «Сент-Джонстон», где сыграл один матч. В составе «Селтика» Макговерн выиграл Кубок Шотландии в 2004 и 2007 годах.

### «Данди Юнайтед»
17 июня 2008 года Макговерн подписал однолетний контракт с клубом «Данди Юнайтед». Однако, он так и не смог заслужить место в основном составе команды, и в мае 2009 года клуб объявил об уходе Макговерна.

### «Росс Каунти»
В конце июня 2009 года Макговерн перешёл в клуб «Росс Каунти». Первый сезон в клубе для Макговерна был весьма удачным. Он сыграл 50 матчей, включая финальный матч Кубка Шотландии против своего бывшего клуба «Данди Юнайтед». «Росс Каунти» проиграл этот матч со счётом 0:3. В следующем сезоне, 10 октября 2010 года, в полуфинальном матче Шотландского кубка вызова против «Партик Тисл» Макговерн дважды отразил пенальти. Матч закончился в пользу «Росс Каунти» по пенальти со счётом 4:3. 10 апреля 2011 года в финальном матче этого же кубка против «Куин оф зе Саут» на Макдайармид Парк Макговерн отстоял «сухой матч». «Росс Каунти» выиграл этот матч со счётом 0:2 и выиграл кубок.
В конце сезона 2010/11 Макговерн покинул «Росс Каунти».

### «Фалкирк»
После ухода из «Росс Каунти» Макговерн присоединился к «Сент-Джонстон» для предсезонной подготовки. Затем, 20 июля 2011 года он подписал контракт с клубом «Фалкирк». Макговерн сразу зарекомендовал себя как вратарь и быстро заслужил место в основном составе. Дебютировал в клубе 21 сентября 2011 года в кубковом матче против «Рейнджерс», действующего обладателя кубка. Матч закончился со счётом 3:2 в пользу «Фалкирк». 1 апреля 2012 года Макговерн отстоял «сухой матч» в финальном матче Шотландского кубка вызова против «Гамильтон Академикал». Команда Макговерна победила со счётом 1:0 и выиграла кубок. В конце сезона Макговерн стал «Игроком года» в клубе, также удостоился премии «Игрок года» по мнению болельщиков клуба. Был одним из четырёх игроков, номинированных ассоциацией PFA Scotland на премию «Игрок года», также попал в состав «Команды года» (2011-12, First Division).
17 мая 2012 Макговерн продлил контракт с клубом на один год.
В сезоне 2012/13 Макговерн второй раз был назван «Игроком года» в клубе. 24 июня 2013 года он снова подписал новый контракт с клубом на один год. Стал капитаном команды вместо покинувшего клуб Даррена Додса.
5 апреля 2014 года Макговерн сыграл свой 100-й матч в составе «Фалкирк», где команда Макговерна выиграла у Кауденбит со счётом 5:0. 18 апреля 2014 года Макговерн снова попал в состав «Команды года» (2013-14, Championship). По истечении срока контракта Макговерн покинул клуб.

### «Гамильтон Академикал»
9 июня 2014 года Макговерн подписал контракт с клубом «Гамильтон Академикал» на один год. Дебютировал в клубе 2 августа 2014 года в победном матче против «Арброт» со счётом 2:1. 5 октября 2014 года Макговерн сохранил свои ворота в целости в матче против «Селтика». Матч закончился со счётом 1:0 в пользу «Гамильтон Академикал». До этого клуб 76 лет не выигрывал на Селтик Парк. В сентябре и октябре 2014 года Макговерн установил клубный рекорд — 437 минут без пропущенных мячей в Шотландской Премьер-лиге. 28 ноября 2014 года Макговерн продлил контракт с клубом до 2016 года. В январе 2015 года Макговерн стал капитаном команды.

### «Норвич Сити»
19 июля 2016 года Макговерн подписал трёхлетний контракт с английским «Норвич Сити». Дебютировал в клубе 13 августа в матче против «Шеффилд Уэнсдей», где заменил Джона Радди после первого тайма.

## Международная карьера
В марте 2008 года Макговерн получил свой первый вызов в национальную сборную Северной Ирландии.
Дебютировал в составе сборной 31 мая 2010 года в матче против сборной Чили. Заменил во втором тайме Алана Блэйни. Отличился «блестящим сейвом», отразив плотный удар Марко Эстрады с дальней дистанции. Эпизод был признан одним из ярких в этом матче.

## Статистика
| Клуб                   | Сезон            | Лига | Лига | Кубок | Кубок | Кубок лиги | Кубок лиги | Другое | Другое | Всего | Всего |
| Клуб                   | Сезон            | Игры | Голы | Игры  | Голы  | Игры       | Голы       | Игры   | Голы   | Игры  | Голы  |
| ---------------------- | ---------------- | ---- | ---- | ----- | ----- | ---------- | ---------- | ------ | ------ | ----- | ----- |
| Селтик                 | 2003–04          | 0    | 0    | 0     | 0     | 0          | 0          | 0      | 0      | 0     | 0     |
| Селтик                 | 2004–05          | 0    | 0    | 0     | 0     | 0          | 0          | 0      | 0      | 0     | 0     |
| Селтик                 | 2005–06          | 0    | 0    | 0     | 0     | 0          | 0          | 0      | 0      | 0     | 0     |
| Селтик                 | 2006–07          | 0    | 0    | 0     | 0     | 0          | 0          | 0      | 0      | 0     | 0     |
| Селтик                 | 2007–08          | 0    | 0    | 0     | 0     | 0          | 0          | 0      | 0      | 0     | 0     |
| Селтик                 | Всего            | 0    | 0    | 0     | 0     | 0          | 0          | 0      | 0      | 0     | 0     |
| Странраер (аренда)     | 2004–05          | 19   | 0    | 0     | 0     | 0          | 0          | 0      | 0      | 19    | 0     |
| Сент-Джонстон (аренда) | 2006–07          | 1    | 0    | 0     | 0     | 0          | 0          | 0      | 0      | 1     | 0     |
| Данди Юнайтед          | 2008–09          | 0    | 0    | 0     | 0     | 0          | 0          | 0      | 0      | 0     | 0     |
| Росс Каунти            | 2009–10          | 35   | 0    | 7     | 0     | 3          | 0          | 4      | 0      | 49    | 0     |
| Росс Каунти            | 2010–11          | 36   | 0    | 3     | 0     | 3          | 0          | 5      | 0      | 47    | 0     |
| Росс Каунти            | Всего            | 71   | 0    | 10    | 0     | 6          | 0          | 9      | 0      | 96    | 0     |
| Фалкирк                | 2011–12          | 35   | 0    | 2     | 0     | 5          | 0          | 5      | 0      | 47    | 0     |
| Фалкирк                | 2012–13          | 35   | 0    | 4     | 0     | 2          | 0          | 2      | 0      | 43    | 0     |
| Фалкирк                | 2013–14          | 35   | 0    | 1     | 0     | 3          | 0          | 6      | 0      | 45    | 0     |
| Фалкирк                | Всего            | 105  | 0    | 7     | 0     | 10         | 0          | 13     | 0      | 135   | 0     |
| Гамильтон Академикал   | 2014–15          | 38   | 0    | 1     | 0     | 4          | 0          | 0      | 0      | 43    | 0     |
| Гамильтон Академикал   | 2015–16          | 28   | 0    | 1     | 0     | 1          | 0          | 0      | 0      | 30    | 0     |
| Гамильтон Академикал   | Всего            | 66   | 0    | 2     | 0     | 5          | 0          | 0      | 0      | 73    | 0     |
| Всего за карьеру       | Всего за карьеру | 262  | 0    | 19    | 0     | 21         | 0          | 22     | 0      | 321   | 0     |

## Достижения
«Селтик»
- Обладатель Кубка Шотландии: 2004[6], 2007[7]

«Росс Каунти»
- Обладатель Шотландского кубка вызова: 2010-11[14]
- Финалист Кубка Шотландии: 2010[12]

«Фалкирк»
- Обладатель Шотландского кубка вызова: 2011-12[19]